# 安·格雷比尔
安·瑪丁·格雷比爾（英語：Ann Martin Graybiel，1942年1月25日—），美国神经科学家，麻省理工學院大腦與認知科學系教授，同時也是麥戈文腦科研究所研究員。格雷比爾主要研究基底核以及習慣形成的神經生理學，另相應於帕金森氏症、亨丁頓舞蹈症、強迫症、藥物濫用和其他疾病對基底核的影響。

## 研究
在格雷比爾眾多研究中，特別專注於大腦的紋狀體，紋狀體是基底核主要結構之一，與控制動作、知覺、習慣形成、做出決定等生理機能控制有關。1970年代晚期，格雷比爾發現無固定形狀的紋狀體神經元，這些神經元被命名為纹状质。後來研究顯示纹状质異常與神經障礙之間有相關性，如亨丁頓舞蹈症與情緒障礙關係，以及帕金森氏症與多巴胺耗竭關係。
格雷比爾後來的研究在於紋狀體是如與認知、學習和習慣形成的相關性。她發現從感覺和運動皮層的神經元投射訊息到身體的四肢，並在紋狀體聚集形成基質（Matrisomes）。格雷比爾的研究接著顯示，身體每個部位都存在著基質，並與大腦負責認知、感知、運動控制的新皮質以及負責協調運動的腦幹連接形成一個迴路。針對囓齒類和靈長類動物研究顯示，基質是形成習慣的重要關鍵。
在往後的研究報告中，格雷比爾證明習慣的形成首先激活紋狀體的神經元，接著會激活下邊緣皮質（Infralimbic cortex）神經元區塊。當一個習慣養成後，大腦內會形成該習慣相映的神經元區塊，執行時該區塊的神經元會小幅度激活，並且當執行結束後仍能重新激活。
格雷比爾近期的研究集中於辨識特定行為的途徑，如習慣養成、學習、認知、決策等，包括帕金森氏症的多巴胺耗竭影響神經元激活及訊息路徑等。

## 事業
格雷比爾在哈佛大學主攻生物與化學，並於1964年獲得學士學位。在1966年於塔弗茲大學生物學科獲得碩士學位後，格雷比爾至麻省理工學院研修，在汉斯-卢卡斯·托伊伯與瓦勒·瑙塔教授的指導下研究心理學和腦科學。1971年，格雷比爾於麻省理工學院獲得博士學位，並在1973年於麻省理工學院任教。
1994年，格雷比爾被任命擔任大腦與認知科學系沃爾特·羅森布里斯（Walter A. Rosenblith）教授神經科學職員，並在2001年擔任麻省理工學院麥戈文腦研究所研究員。2008年，格雷比爾升格為學院教授。

## 獎項與榮耀
2001年，格雷比爾因其在大腦解剖學及心理學的貢獻，包括結構、化學、有益與運動的思考途徑等，獲得美國國家科學獎章。
2012年，格雷比爾因闡明基底核對於感知及決策的基本神經機制，與科妮莉亞·巴格曼、溫弗里德·登克共同獲得卡夫利獎神經科學獎。
格雷比爾同時是美國國家科學院、美國文理科學院、美國國家醫學院的成員之一。

## 外部連結
- Graybiel Lab（页面存档备份，存于）
- McGovern Institute for Brain Research at MIT（页面存档备份，存于）
- Profile of Graybiel in the MIT Technology Review.